# Nueva Colombia
Nueva Colombia è un centro abitato del Paraguay, situato nel Dipartimento di Cordillera. Forma uno dei 20 distretti in cui è diviso il dipartimento.

## Popolazione
Al censimento del 2002 la località contava una popolazione urbana di 601 abitanti (3.565 nel distretto).